# Litart
Litart – polskie koło literacko-artystyczne działające w Krakowie w latach 1926–1935.
Koło powstało z przekształcenia ugrupowania Helion. Do twórców związanych wcześniej z Helionem dołączyli m.in. Roman Brandstaetter, Leon Kruczkowski, Stanisław Piętak, a później także Marian Czuchnowski i Lech Piwowar. W latach 1926–1927 grupa wydawała „Gazetę Literacką”.